# Bolesław Wasiutyński
Bolesław Wasiutyński (ur. 22 kwietnia 1898 w Sofijówce, zm. 31 sierpnia  1951 w Warszawie) – polski żołnierz.

## Życiorys
Syn Aleksandra i Nadziei z Żerebków. Mieszkał w Przygłowie, pow. Piotrków Trybunalski. 1916–1917 w armii rosyjskiej, gdzie dosłużył się stopnia ppor. Nie są znane jego późniejsze losy. Aresztowany 24 maja 1949 i oskarżony o działalność szpiegowską na rzecz 2. Korpusu gen. Władysława Andersa. 26 lutego 1951 WSR w Warszawie w procesie R.Warszawa Sr.1353/50 pod przewodnictwem kpt. Władysława Litmanowicza skazał go na podstawie 7 Dekr. z 13.06.1946 r. na karę śmierci. Prezydent B.Bierut nie skorzystał z prawa łaski. Stracony 31 sierpnia 1951 w więzieniu mokotowskim w Warszawie.
Grób symboliczny znajduje się na Cmentarzu Wojskowym w Kwaterze "na Łączce".